# Dieng-vulkaancomplex
Het Dieng vulkaancomplex, is een vulkaancomplex op het Indonesische eiland Java in de provincie Midden-Java.
Het complex bestaat uit twee of meer stratovulkanen en meer dan 20 kleine kraters en slakkenkegels. De hoogste pieken zijn de gunung (berg) Prahu (een stratovulkaan van 2565 meter), de Pakuwaya (een kegel van 2398 meter) en de Bisma (een kegel van 2365 meter). In 2009 was de laatste uitbarsting van een vulkaan in dit plateau.
Het Diengplateau is een moerassig plateau binnen een caldera van dit vulkaancomplex.